# Gravity Won't Get You High
 (novembre 2017).
Gravity Won't Get You High est le premier album de The Grates.

## Morceaux
1. I Won't Survive (1:05)
2. Lies Are Much More Fun (3:53)
3. 19 20 20 2:05
4. Rock Boys 2:36
5. Howl 2:54
6. Trampoline 2:06
7. Science Is Golden 2:58
8. Feels Like Pain 2:58
9. Nothing Sir 3:00
10. Inside Outside 2:41
11. Sukkafish 3:57
12. Seek Me 2:15
13. Little People (3:24)
14. I Am Siam (4:21)
15. Small Lives (European version only) (6:24) (Silence until 3:00)